# سيمون هارتوغ
سيمون هارتوغ (بالإنجليزية: Simon Hartog)‏ هو كاتب سيناريو ومخرج بريطاني، ولد في 8 فبراير 1940 في لندن في المملكة المتحدة، وتوفي بنفس المكان في 18 أغسطس 1992.

## روابط خارجية
- سيمون هارتوغ على موقع IMDb (الإنجليزية)
- سيمون هارتوغ على موقع قاعدة بيانات الفيلم (الإنجليزية)